# Załozje (obwód kurski)
Załozje (ros. Залозье) – osiedle typu wiejskiego w zachodniej Rosji, w sielsowiecie głamazdińskim rejonu chomutowskiego w obwodzie kurskim.

## Geografia
Miejscowość położona jest nad rzeką Chatusza, 7,5 km od centrum administracyjnego sielsowietu głamazdińskiego (Głamazdino), 6,5 km od centrum administracyjnego rejonu (Chomutowka), 109 km od Kurska.

## Historia
Do czasu reformy administracyjnej w roku 2010 osiedle Załozje wchodziło w skład sielsowietu striekałowskiego. W tymże roku doszło do włączenia sielsowietów striekałowskiego i malejewskiego w sielsowiet głamazdiński.

## Demografia
W 2010 r. miejscowość zamieszkiwała 1 osoba.